# آماسیدگی

یاخته گیاهی در سه حالت پلاسمولیز، خنثی (دو محلول با غلظت برابر) و آماسیدگی.

آماسیدگی یا تورژسانس (به انگلیسی: Turgor) عبارت است از باد کردن و حجیم شدن یاخته‌های گیاهی در اثر ورود آب به درون یاخته.

## سازوکار
ورود آب به درون سلول به علت پدیدهٔ گذرندگی (اُسمز) اتفاق می‌افتد: در اثر ناهمسان بودن غلظت دو محلول که توسط غشایی دارای نفوذپذیری انتخابی از هم جدا شده‌اند، آب از محلول رقیق‌تر به محلول غلیظ‌تر انتشار می‌یابد.به زبانی ساده تر هرگاه مقدار آب بیرون سلول بیشتر از درون آن باشد آب وارد سلول می شود. به این ترتیب، هنگامی که غلظت نمک‌های درون سیتوپلاسم سلول از غلظت آن‌ها در مایع میان‌بافتی بیش‌تر است، آب از طریق دیوارهٔ سلولی (که کاملاً تراوا است) و غشای سلولی (که دارای نفوذپذیری انتخابی است) به درون سلول و واکوئل (کُریچه) آن جریان می‌یابد و آنها پر آب و حجیم می شوند. 

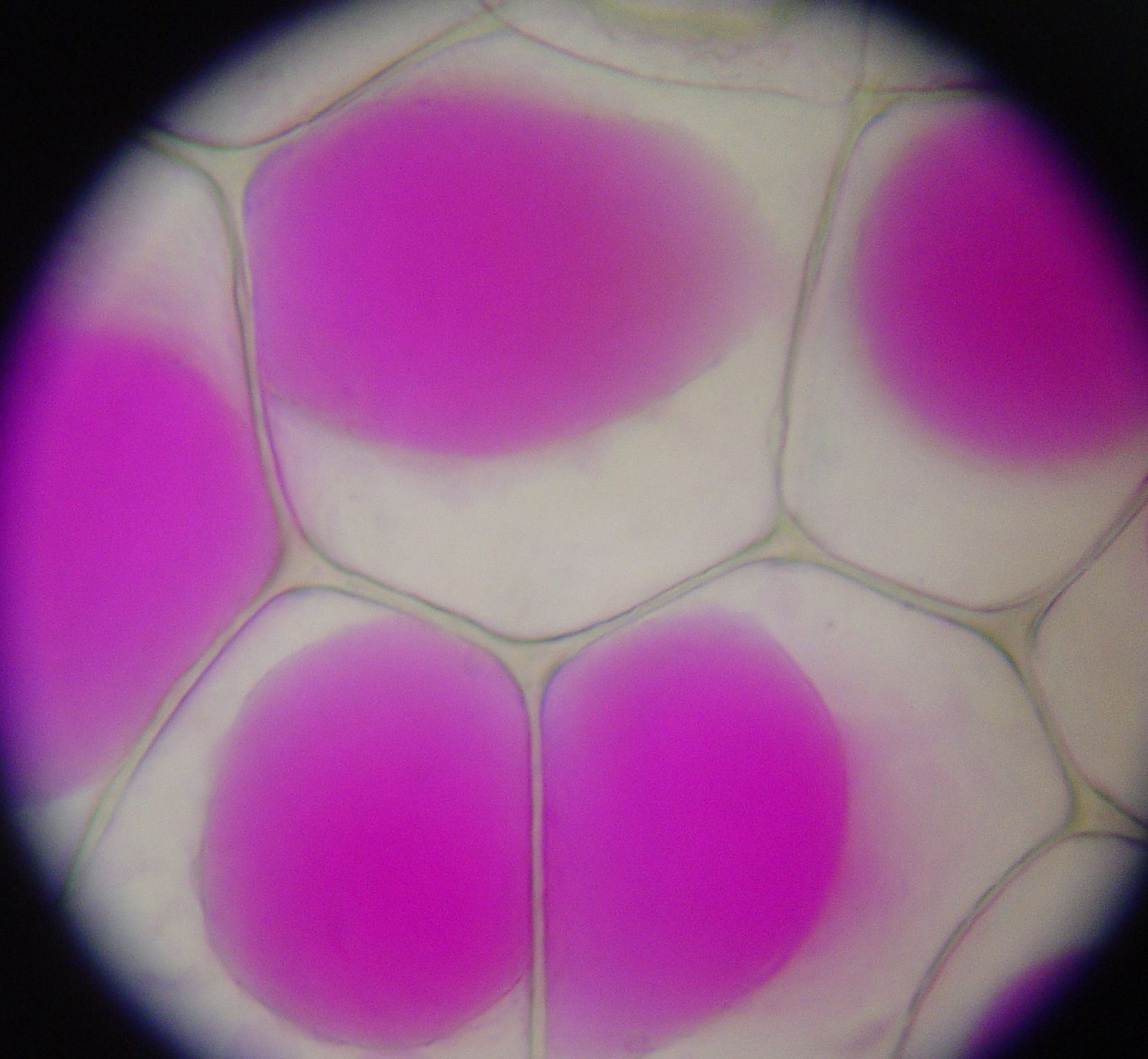
پلاسمولیز. واکوئل (بنفش) تنها بخشی از سیتوپلاسم (سفید) را اشغال می‌کند.

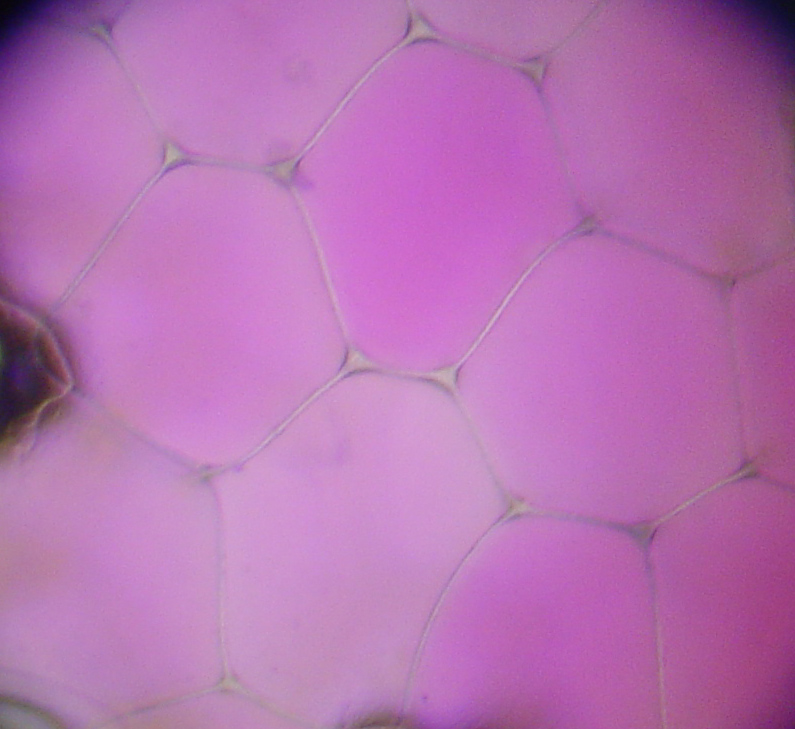
آماسیدگی. در این حالت، واکوئل تقریباً تمام حجم درون سلول را می‌گیرد و سیتوپلاسم و سایر اندامک‌ها را بر روی غشا فشار می‌دهد.

در این حالت، واکوئل پر شده و بزرگ می‌شود و بر روی غشا و دیوارهٔ سلولی فشار وارد می‌کند. در نتیجه این دو کشیده و منبسط می‌شوند. این پدیده را آماسیدگی می‌گویند. فشاری که از طریق واکوئل بر روی غشا و دیوارهٔ سلولی، و در نهایت، بر روی فضای خارج از سلول وارد می‌شود، فشار آماسیدگی نام دارد. هرچه تفاوت غلظت خارج و داخل یاخته بیش‌تر باشد، فشار آماسیدگی افزایش می‌یابد. اهمیت فشار آماسیدگی در این است که موجب سفت و متورم شدن بخش‌های نرم گیاه، همچون برگ‌ها و ساقه می‌شود و گیاه را استوار و راست می‌دارد.
هنگامی که واکوئل‌ها آب خود را از دست می‌دهند و فشار آماسیدگی کاهش می‌یابد، سلول‌ها انبساط خود را از دست داده و دیگر قادر با وارد کردن فشار بر روی یک‌دیگر نیستند. در نتیجه، بخش‌های نرم گیاه سفتی خود را از دست داده و پژمرده یا خم می‌شوند. این پدیده که عمل عکس آماسیدگی به شمار می‌آید، پلاسمولیز می‌گویند. اغلب سلول‌های گیاهی در صورتی که به میزان کافی آب در اختیار خود داشته باشند، به طور پیوسته در حالت آماسیدگی می‌مانند.
کشیده و حجیم شدن یاخته‌های گیاهی طی ورود آب به درون آن‌ها به علت وجود دیوارهٔ گیاهی اتفاق می‌افتد، زیرا این دیواره از منبسط شدن بیش از حد سلول و ترکیدن آن جلوگیری می‌کند. پدیدهٔ آماسیدگی در یاخته‌های جانوری وجود ندارد، چرا که این سلول‌ها فاقد دیواره هستند و در اثر ورود بیش از حد آب می‌ترکند. هنگامی که سلول‌های جانوری در اثر ورود مقداری آب کمی باد می‌کنند، به جای استفاده از واژهٔ آماسیدگی، از اصطلاح لیز شدن استفاده می‌کنیم. این عمل موجب استوار ماندن اندام های غیر چوبی مانند برگ و ساقه در گیاهان می شود